# Tradescantia hirta
Tradescantia hirta är en himmelsblomsväxtart som beskrevs av David Richard Hunt. Tradescantia hirta ingår i släktet båtblommor, och familjen himmelsblomsväxter. Inga underarter finns listade.